# Bellulia frateriana
Bellulia frateriana là một loài bướm đêm thuộc họ Erebidae. Nó được tìm thấy ở Lào.
Sải cánh dài khoảng 13 mm. Cánh trước màu nâu sáng. Cánh dưới màu be.